# Theanolte Bähnisch
Dorothea „Theanolte“ Bähnisch, geb. Nolte (* 25. April 1899 in Beuthen; † 9. Juli 1973 in Hannover) war eine deutsche Juristin, Verwaltungsbeamtin und politische Beamtin (SPD).

## Leben und Beruf
Dorothea Nolte wurde am 25. April 1899 im schlesischen Beuthen O.S. als Tochter des Gymnasiallehrers Franz Nolte (* 1864 in Germete bei Warburg; † 29. Juli 1928 in Warendorf) und seiner Ehefrau Therese, geb. Kalthoff (* 15. Februar 1870 in Germete) geboren und wuchs in Warendorf auf. Nach dem Schulbesuch studierte sie Rechtswissenschaft an der Westfälischen Wilhelms-Universität in Münster. Sie legte 1922 das erste juristische Staatsexamen ab und war dann als Rechtsreferendarin in Merseburg tätig, bis sie ihr Studium 1926 mit dem zweiten juristischen Staatsexamen beendete. Anschließend trat sie als Assessorin in den preußischen Verwaltungsdienst ein und war in verschiedenen Abteilungen des Berliner Polizeipräsidiums tätig, zuletzt als Regierungsrätin. 1927 heiratete sie ihren Kollegen Albrecht Bähnisch und trug fortan den Phantasievornamen „Theanolte“. 1931 und 1933 folgte die Geburt einer Tochter und eines Sohnes.
Bähnisch gründete 1931 den Freiheitsverlag, der kritische Schriften über die Nationalsozialisten veröffentlichte. Zusammen mit ihrem Ehemann eröffnete sie 1933 eine Rechtsanwaltskanzlei in Berlin und setzte sich danach als Anwältin für politisch Verfolgte ein, so unter anderem für die Fotografin Lotte Jacobi. Seit 1939 war sie Mitglied in der Widerstandsgruppe um Ernst von Harnack.
Nach dem Zweiten Weltkrieg war Bähnisch erneut im Verwaltungsdienst tätig. Sie gründete 1946 den Club deutscher Frauen in Hannover und ein Jahr später den Frauenring der Britischen Zone. Seit 1948 veröffentlichte sie die Zeitschrift Die Stimme der Frau, aus der später die Zeitschrift Für Sie hervorging. 1949 zählte sie zu den Mitbegründerinnen des Deutschen Frauenrings (DFR), den sie in den Folgejahren als Bundesvorsitzende leitete.

## Öffentliche Ämter
Bähnisch war von 1946 bis 1959 Präsidentin des Regierungsbezirkes Hannover. Damit war sie die erste Frau in Deutschland, die das Amt eines Regierungspräsidenten bekleidete. Von 1959 bis 1964 amtierte sie als Staatssekretärin und Bevollmächtigte des Landes Niedersachsen beim Bund.

## Ehrungen
Ordenszeichen
- Niedersächsischer Verdienstorden

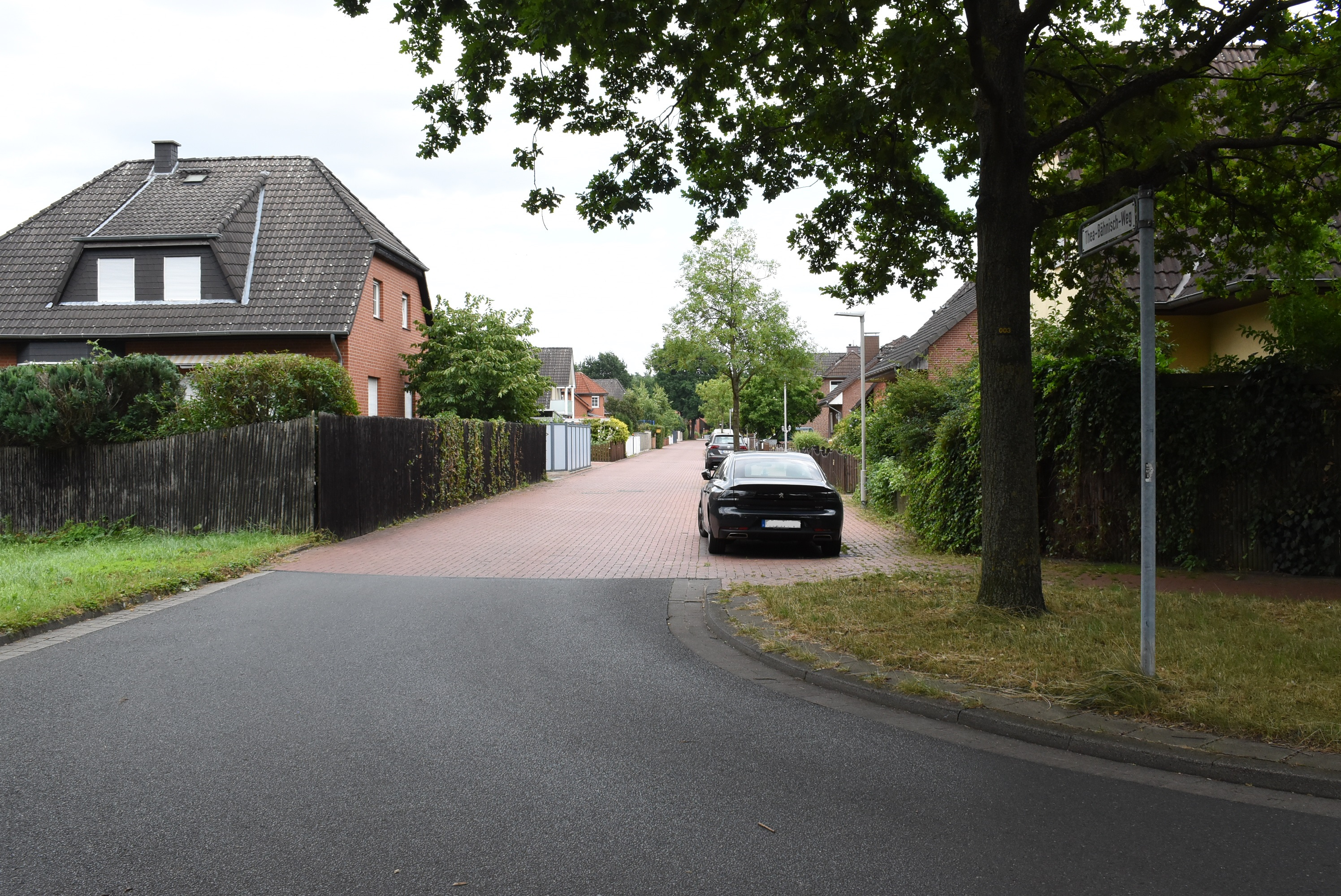
Der Thea-Bähnisch-Weg in Hannover-Bothfeld

- Großes Bundesverdienstkreuz mit Stern

Straßenbenennungen
- Theanolte-Bähnisch-Weg in Langenhagen[3]
- Thea-Bähnisch-Weg in Hannover (seit 1989)[4]
- Theanolte-Bähnisch-Straße in Berlin-Mitte, 2012 erstmalige Benennung einer kurzen Querstraße der Otto-Braun-Straße ganz in der Nähe des Alexanderplatzes[5]
- Theanoltestraße in Diepholz
- Theanolte-Bähnisch-Hof in Osnabrück